# صفیه بوخیمه

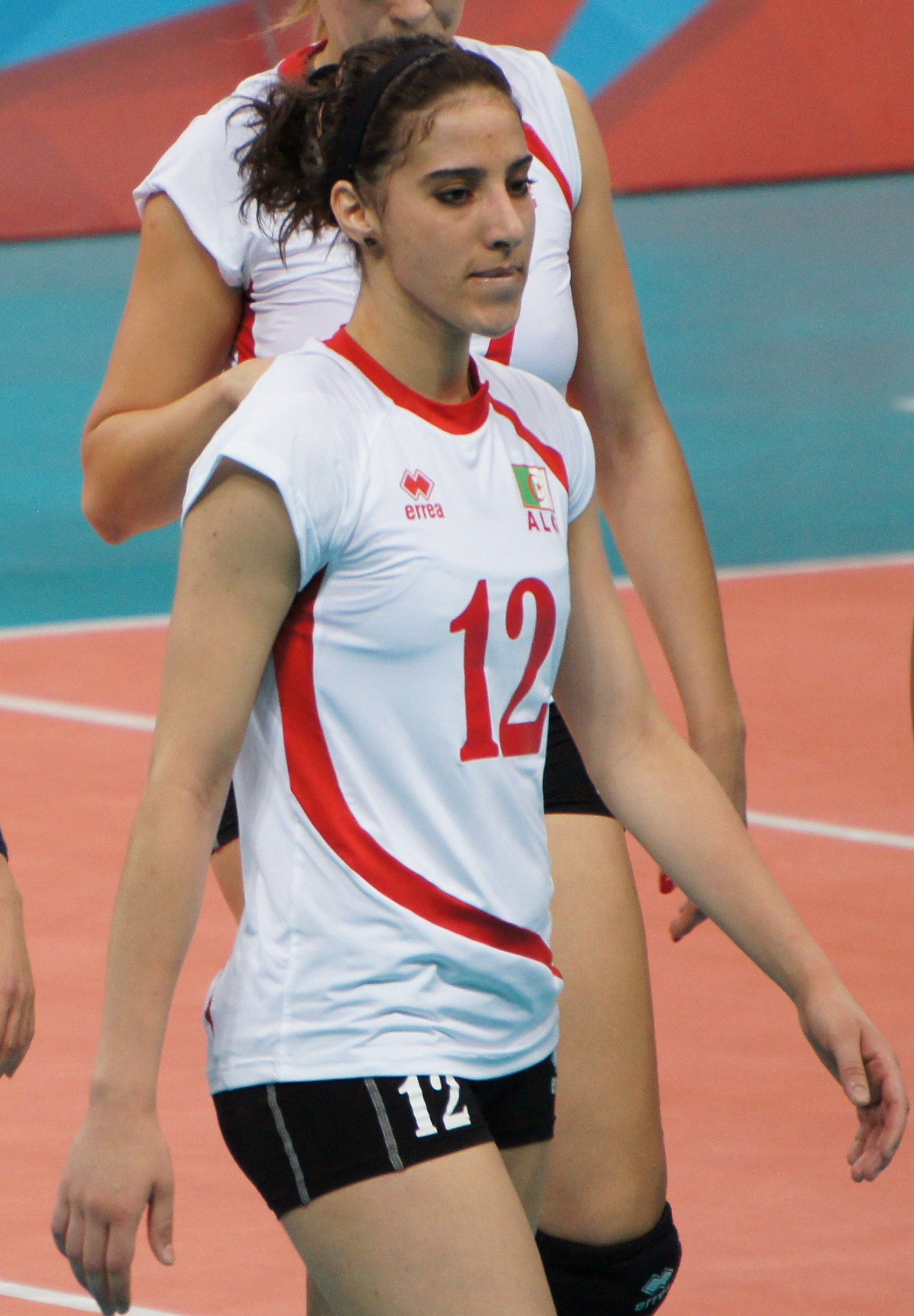
صفیه بوخیمه

صفیه بوخیمه (عربی: صفية بوخيمة) بازیکن والیبال اهل الجزایر، عضو تیم ملی والیبال زنان الجزایر و باشگاه جی اس پی است.